# 卡斯特尔马尼奥
卡斯特尔马尼奥（義大利語：Castelmagno）是意大利皮埃蒙特大区库内奥省的一个市镇。总面积48.75平方公里，人口90人，人口密度1.8人/平方公里（2009年）。ISTAT代码为004053。

## 友好城市
- 義大利奎滕戈 1975年